# Shine (Anastasija e Maria Tolmačëvy)
Shine è un singolo del duo musicale russo Anastasija e Maria Tolmačëvy.

## Descrizione
La canzone è stata scritta da John Ballard, Ralph Charlie e Gerard James Borg.
Ha partecipato, in rappresentanza della Russia, all'Eurovision Song Contest 2014 tenutosi a Copenaghen. Il brano si è classificato al settimo posto in finale.

## Tracce
1. Shine - 3:03